# Nyírmező (Fehér megye)
Nyírmező (románul: Poiana Aiudului) falu Romániában, Erdélyben, Fehér megyében.

## Fekvése
Torockótól délkeletre fekvő település.

## Története
Nevét 1293-1330 között említette először oklevél Nyrmezew néven.
Nyírmező 1331-ben kenezio nostro (capituli) de Nirmezeu néven a gyulafehérvári káptalan enyedi uradalmához tartozó mező volt, melyre már előbb; 1293-ban az egyház engedélyt kapott, hogy vlachokat telepítsen.
1331-ben Adorján, a káptalan kenézeinek román juhötvened gyűjtője (exactor quinquagesime nostre olacalis) a káptalan kenézeinek évi tartozásai fejében beszolgáltatott 9 M 1 fertót, míg 3 fertót a nyírmezei kenéz részéről a kanonokok által
elengedettnek tekintett. A teljes összeg (10 M) 1/5 része (7 ferto 3 sectinus) a prépostot illette. Adorján mester ugyanezen kenézektől és szondoktól (bíráktól) beszolgáltatott 20 csergét és 14 sajtot, melynek 1/5 része szintén a préposté; a többit megosztják 23 személy között. A 14. század közepén Nyírmezőt Enyed Torockó felé eső határán említiették.
1600-ban nevét Nyirmező, 1733-ban Pojana, 1861-ben Nyirmező, Nyágra, 1888-ban Birkenfeld, Pojána, 1913-ban Nyírmező néven írták.
A trianoni békeszerződés előtt Alsó-Fehér vármegye Nagyenyedi járásához tartozott.

## Források

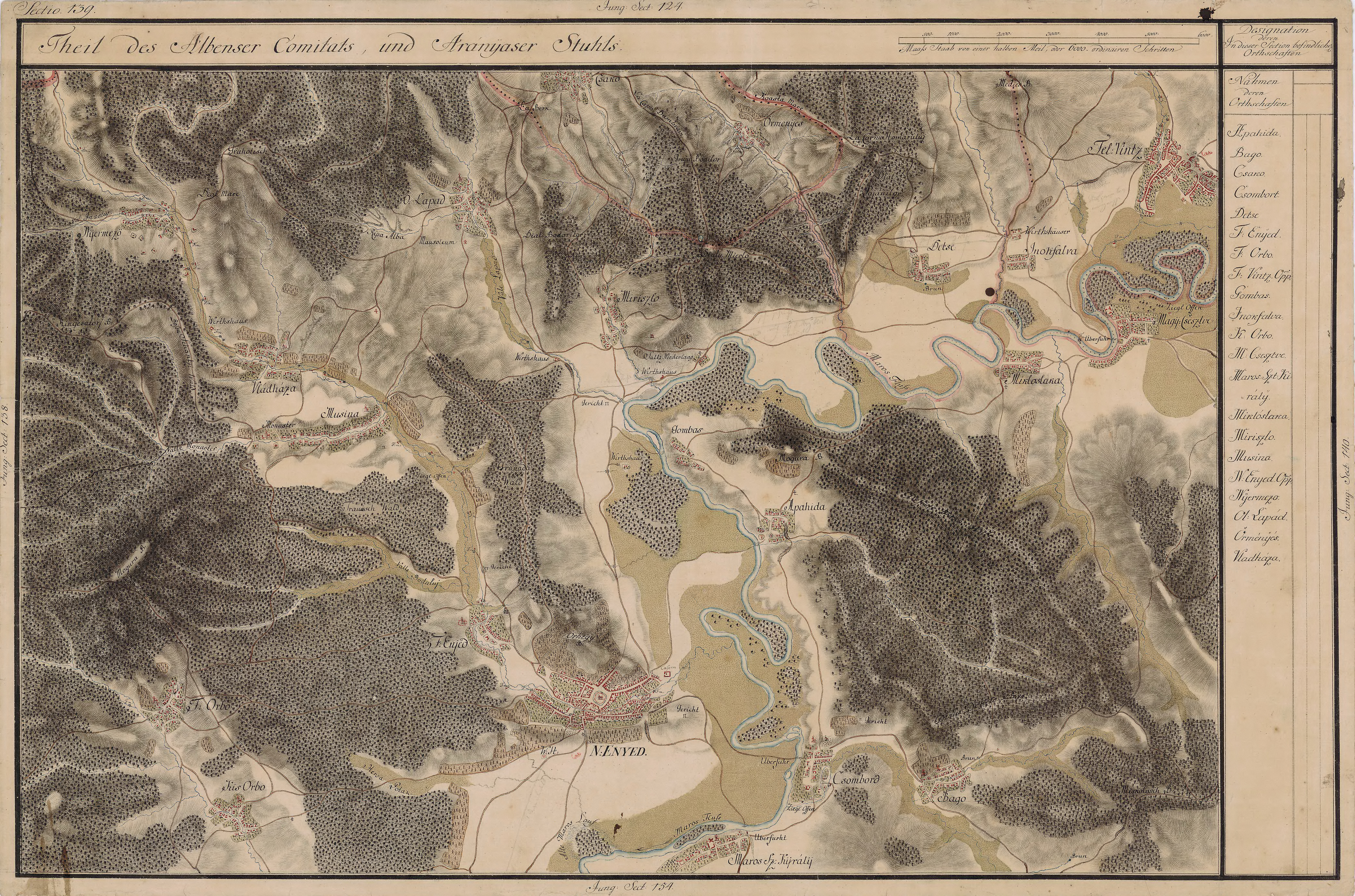
Nyírmező egy régi térképen